# لئاندرو تیشیرا دانتاس
لئاندرو تیشیرا دانتاس (به پرتغالی: Leandro Teixeira Dantas) هافبک اهل برزیل است که در شهر Itaguaí و در تاریخ ۱۷ اوت ۱۹۸۷ به دنیا آمده‌است.
لئاندرو تیشیرا دانتاس در تیم‌های فوتبال América-RJ، Vegalta Sendai، Perada Fukushima، Duque de Caxias، Fluminense، Duque de Caxias، Duque de Caxias، Boavista-RJ، Macaé، Oeste سابقهٔ حضور دارد.